# Гольденцвайг, Константин Давидович
Константи́н Дави́дович Гольденцва́йг (род. 3 апреля 1983, Рязань) — российский журналист, корреспондент и автор документальных фильмов, работавший на телеканалах НТВ (2002—2015), RTVI (2015—2020) и «Дождь» (2021—2024). Лауреат премии «Редколлегия» (2021).

## Биография
Родился 3 апреля 1983 года в Рязани в семье инженеров, работавших на оборонном заводе. На четверть еврей, на четверть украинец и наполовину русский. Увлёкся журналистикой под влиянием членов рязанского отделения «Мемориала». На протяжении 5 лет работал в детских и молодёжных газетах Рязани.
В 2000—2005 годах обучался на факультете журналистики Московского государственного университета. С 2001 года работал на российских федеральных телеканалах: совмещал учёбу с работой в музыкальных программах на «ОРТ» («Реальная музыка») и «Муз-ТВ» и программах в жанре инфотейнмента на «РЕН ТВ» и «Культуре». В 2004 году купил однокомнатную квартиру на окраине Москвы.
В 2002—2008 годах работал в передаче «Всё сразу!» на телеканале НТВ, в 2004—2006 годах — в «Утре на НТВ», в 2006—2008 годах — в программе «Авиаторы». С 2006 года работал в команде журналиста Алексея Пивоварова, участвуя в производстве исторических документальных фильмов. С 2008 года являлся корреспондентом программы «Сегодня».
В 2010—2015 годах — собственный корреспондент НТВ в Берлине. В июле 2012 года на телеканале выходил 5-серийный документальный цикл Гольденцвайга о немецких традициях «Ахтунг, Руссиш!».
8 июня 2015 года в интервью немецкому телеканалу Phoenix Гольденцвайг сказал, что, по его мнению, Владимир Путин чувствует себя обиженным из-за того, что Россию исключили из «Большой восьмёрки». После этого НТВ расторг трудовой договор с Гольденцвайгом за несколько недель до его истечения. Вскоре Гольденцвайг написал в Facebook: «Простите за то, что в последнее время сам порою участвовал в общем пропагандистском безумии». Он заявил, что после 2014 года «лавировать и сводить если не к нулю, то к минимуму свое участие в прямой пропаганде [на НТВ] оказалось невозможным».
В 2015—2020 годах работал на телеканале «RTVI», возглавлял бюро RTVI в Берлине.
В 2020 году вернулся в Россию. Сотрудничал с YouTube-каналом Алексея Пивоварова «Редакция». По состоянию на 2021 год работал на телеканале «Дождь».
В марте 2022 года, после вторжения России в Украину, уехал из Москвы в Грузию. Вёл колонку «Russische Impressionen» (с нем. — «Русские впечатления») для издания Handelsblatt.
Состоит в браке, имеет ребёнка. Владеет немецким языком.

## Фильмография
| Год  | Название | Предмет                                                          | Издание           |
| ---- | --- | ---------------------------------------------------------------- | ----------------- |
| 2020 | «Расследователи» . «Кто они — авторы самого громкого расследования года?»                                                  | Bellingcat The Insider                                           | «Редакция»        |
| 2021 | «Саяны — наши!» . «Зачем самый бедный регион России предъявил территориальные претензии к соседям»                         | Тыва                                                             | «Редакция»        |
| 2021 | «Милиция в изгнании» . «Как бывшие белорусские силовики борются с Лукашенко»                                               | BYPOL                                                            | «Редакция»        |
| 2021 | «Покровные узы» . «Жизнь в городе, где сидит Навальный»                                                                    | «ИК-2 Покров»                                                    | «Редакция»        |
| 2021 | «Пожизненное злоключение» . «Пробация по-российски: как живут те, кто вышел после многолетнего срока»                      | Пенитенциарная система России                                    | «Редакция»        |
| 2021 | «Беги, Кристина, беги!» . «Говорим с Кристиной Тимановской, теми, кто помог ей бежать, и теми, кто её осуждает»            | Кристина Тимановская                                             | «Редакция»        |
| 2021 | «Люди-невидимки» . «Скрытая жизнь трудовых мигрантов в России»                                                             | Узбеки в России                                                  | «Редакция»        |
| 2021 | «Свидетели Алексея» . «Пытки для Навального: кем его окружили в колонии, как компрометируют и ломают»                      | «ИК-2 Покров»                                                    | «Дождь»           |
| 2021 | «Зачистка памяти» . «Чем важен «Мемориал», который власти пытаются добить»                                                 | «Мемориал»                                                       | «Дождь»           |
| 2022 | «Человек-Амбиция» . «От либерала до хозяина Донбасса. История Сергея Кириенко, готового стать преемником Путина»           | Сергей Кириенко                                                  | «Дождь»           |
| 2022 | «Необыкновенный фашизм». Серия 1 . «Можно ли сравнивать современную Россию и гитлеровскую Германию»                        | Сравнение путинизма и фашизма                                    | «Дождь»           |
| 2022 | «Необыкновенный фашизм». Серия 2 . «Как Путин пришел к вторжению в Украину»                                                | Сравнение путинизма и фашизма                                    | «Дождь»           |
| 2023 | «Пророки в своем отечестве» . «Кто предсказал режим Путина и войну десятилетия назад?»                                     | Приход Путина к власти                                           | «Дождь»           |
| 2023 | «Кооператив Орбана» . «Как Венгрия идет путем России и где остановится»                                                    | Виктор Орбан                                                     | «Дождь»           |
| 2024 | «Выбор Эллы» . «Элла Памфилова: из либералов в путинисты»                                                                  | Элла Памфилова                                                   | «Дождь»           |
| 2024 | «В ожидании Путина» . «Как в Европе готовятся к нападению России»                                                          | Международная реакция на вторжение России на Украину в 2022 году | «Дождь»           |
| 2025 | «Специальная военная чеченская. Фильм первый. Начало и предыстория» . «Новогодний штурм: 30 лет с начала Первой чеченской» | Российско-чеченский конфликт                                     | «Настоящее время» |
| 2025 | «Специальная военная чеченская. Фильм второй. Наступление» . «Как шли от войны к миру?»                                    | Российско-чеченский конфликт                                     | «Настоящее время» |
| 2025 | «Специальная военная чеченская. Фильм третий. Война, и мир, и вновь война» . «Почему мир не стал прочным?»                 | Российско-чеченский конфликт                                     | «Настоящее время» |

## Награды
В ноябре 2021 года стал лауреатом ежемесячной журналистской премии «Редколлегия» за документальный фильм «Свидетели Алексея» об условиях содержания Алексея Навального в «ИК-2 Покров». Также за этот фильм стал лауреатом премии «Рижский бальзам» за 2021 год от издания Meduza.